# Содружество (альбом)
«Содружество» — восьмой студийный альбом российской рок-группы «Пилот», выпущенный компанией «Союз» в 2009 году. Он был записан и сведён на нескольких петербургских студиях; мастеринг проходил на финской студии Finvox. Презентация альбома состоялась 24 сентября в СКК «Петербургский» и 2 октября 2009 года в московском ДК им. Горбунова.
Альбом был объявлен продолжением предыдущей работы коллектива «1+1=1»; их объединяла идея единства и содружества. «Если существуют два полюса, но надо выбирать не по принципу „или-или“, а по принципу „и то и другое“», — заявил на пресс-конференции фронтмен группы. Музыканты попытались соединить в музыкальном плане метал и рейв, а в идейном — ведизм и буддизм.
На пластинке имеется текстовый файл с пьесой Ильи Кнабенгофа «Беседы Абсолюта», связанной с тематикой альбома. В оформлении были использованы цитаты из книги Льва Николаевича Толстого «Путь жизни».
На обложке альбома изображён срез дерева с иероглифом, который придумал лидер команды, объединив два древних символа, «один из которых означает ворота, а второй — это изображение души. Получается, что, соединяя эти два символа, мы открываем путь к себе», — пояснил Кнабенгоф.

## Отзывы
…Музыкальные и концептуальные изыскания Пилота по-прежнему находятся как бы в разных измерениях. <…> Похоже, музыканты всё ещё побаиваются сделать последний шаг, который бы объединил два их великолепных мира в один. Разумеется, в этом случае неизбежно встанет вопрос — как заводить такой музыкой народ на концертах?— Арсений Дмитриев, Звуки.ру

## Список композиций
Слова и музыка написаны Ильёй Кнабенгофом.
1. Естество (стих)
2. Единожды Один
3. Колодец (стих)
4. Любовь, Истина и Свет
5. Отличие и память (стих)
6. Наша сила
7. Семь подземных королей (стих)
8. Один шаг
9. Река и камень (стих)
10. Провожать
11. Кикиморы и принцессы (стих)
12. Звери
13. Качели (стих)
14. Человек и пёс
15. Диаблеро (стих)
16. Мы есть ТО
17. Пробуждение (стих)

## Участники записи
- Илья Кнабенгоф — вокал
- Станислав Марков — бас
- Виктор Бастраков — гитара
- Николай Лысов — ударные
- Андрей Казаченко — клавишные
- Николай Циглер — звукорежиссёр
- Фёдор Шабалин — техник
- Роман Невелев — бас
- Гуля Наумова (группа Info) — скрипка
- Алексей Кошелев — волынка
- Евгений Трофимов (группа Бензин) — бэк-вокал
- Александр Куликов (группа Бензин) — бас